# Stefanie Giesinger
Stefanie Giesinger (n. 27 de agosto de 1996) es una modelo alemana. Es la ganadora de la novena temporada del concurso de talentos Germany's Next Topmodel. Figuró en la portada de la Cosmopolitan alemana en junio de 2014.

## Primeros años
Los padres de Giesinger son alemanes y emigraron desde Siberia a Alemania en 1995, un año antes de su nacimiento. Tiene el síndrome de disquinesia ciliar y tuvo que ser operada de emergencia a los 13 años.